# Diaspidiotus armenicus
Diaspidiotus armenicus är en insektsart som först beskrevs av Borchsenius 1935.  Diaspidiotus armenicus ingår i släktet Diaspidiotus och familjen pansarsköldlöss. Inga underarter finns listade i Catalogue of Life.